# Silly-la-Poterie
Silly-la-Poterie är en kommun i departementet Aisne i regionen Hauts-de-France i norra Frankrike. Kommunen ligger  i kantonen Neuilly-Saint-Front som ligger i arrondissementet Château-Thierry. År 2022 hade Silly-la-Poterie 114 invånare.

## Befolkningsutveckling
Antalet invånare i kommunen Silly-la-Poterie
Referens: INSEE